# Держановка (Хмельницкая область)
Держановка (укр. Держанівка) — село в Дунаевецком районе Хмельницкой области Украины.
Население по переписи 2001 года составляло 412 человек. Почтовый индекс — 32462. Телефонный код — 3858. Занимает площадь 1,24 км². Код КОАТУУ — 6821882601.

## История
В 1945 г. Указом Президиума ВС УССР село Дзержановка переименовано в Держановку.

## Местный совет
32462, Хмельницкая обл., Дунаевецкий р-н, с. Держановка, ул. Дзержинского